# Johann Christoph Naumann
Johann Christoph Naumann († 16. August 1756 in Neukirchen) war ein preußischer Kauf- und Handelsmann sowie Patrizier und Pfänner in der Stadt Halle (Saale), der aufgrund seines Reichstums Besitzer einer Gutsherrschaft im Kurfürstentum Sachsen wurde.

## Leben und Wirken
Naumann war als Kauf- und Handelsmann in der Stadt Halle (Saale) zu Reichtum und Ansehen gelangt und in die städtische Oberschicht der Patrizier und Pfänner aufgenommen worden. Seine Finanzkraft ermöglichte ihm den am 17. März 1745 erfolgten käuflichen Erwerb des südlich, vor den Toren Halles gelegenen Ritterguts Neukirchen, das er für die hohe Summe von 40.000 Talern vom königlich-polnischen und kurfürstlich-sächsischen Hof- und Justizrat Christian Gottfried Reinhardt kaufte. Er nutzte das Gut als Landsitz und zusätzliche Einnahme, da neben dem Rittergut auch der Sattelhof in Neukirchen und Güter in Röpzig dazugehörten sowie ihm die Gerichtsbarkeit auch über Korbetha zustand. Er ließ das heute noch vorhandene barocke Herrenhaus des Ritterguts Neukirchen für seine Zwecke im Geschmack der damaligen Zeit ausbauen.
1756 starb er auf seinem Gut in Neukirchen und wurde auf dem Stadtgottesacker in Halle beigesetzt. Als einziges Kind hinterließ er die 1718 geborene Johanna Dorothea Böhmer, die den Medizinprofessor Philipp Adolph Böhmer in Halle heiratete und den väterlichen Besitz erbte.
Das Gutsarchiv Neukirchen mit Originaldokumenten aus der Zeit Naumanns hat sich unter der Bestandsbezeichnung H 162 im Landesarchiv Sachsen-Anhalt als eines von über 500 Gutsarchiven bis heute erhalten.